# باشگاه فوتبال اطلس
باشگاه فوتبال اطلس (انگلیسی: Atlas F.C.) یک باشگاه فوتبال مکزیکی می باشد که در دسته برتر فوتبال مکزیک بازی میکند. ورزشگاه خانگی این تیم ورزشگاه خالیسکو می باشد.